# Seda Türkmen
Seda Türkmen (* 9. Januar 1987 in Izmir) ist eine türkische Schauspielerin.

## Biografie
Seda Türkmen wurde am 9. Januar 1987 in Izmir geboren. Sie studierte an der Universität des 9. September. Ihr Debüt gab sie 2009 in der Fernsehserie Papatyam. Anschließend spielte sie 2012 in der Serie Annem Uyurken mit. Von 2013 bis 2014 war sie in der Serie Fatih Harbiye zu sehen. Außerdem bekam Türkmen 2016 in Hayatımın Aşkı die Hauptrolle. 2017 heiratete sie den türkischen Schauspieler Bora Akkaş.
Das Paar ließ sich 2019 scheiden. Unter anderem setzte sie 2020 ihre Karriere in dem Film Mavzer fort. Zudem erhielt Türkmen den Preis als Beste Nebendarstellerin beim Adana Film Festival. 2022 wurde sie für die Netflixserie Aşkın Kıyameti gecastet.

## Filmografie (Auswahl)
Filme
- 2015: Yeni Hayat
- 2017: Poyraz Karayel: Küresel Sermaye
- 2018: Kelebekler
- 2020: Mavzer
- 2022: Mutlu Aile Tablosu

Serien
- 2009–2010: Papatyam
- 2012: Annem Uyurken
- 2013–2014: Fatih Harbiye
- 2015: Mutlu Ol Yeter
- 2017–2018: Kanatsız Kuşlar
- 2022: Aşkın Kıyameti
- 2022: Mahkum